# Lunenburg (hrabstwo Worcester)
Lunenburg – jednostka osadnicza w Stanach Zjednoczonych, w stanie Massachusetts, w hrabstwie Worcester.